# مهرجان العراق الدولي للفلم القصير
مهرجان العراق الدولي للفيلم القصير ISFF هو أول مهرجان سينمائي عراقي دولي نُظم في بغداد عام 2005، قامت بتنظيمه جمعية الفنون البصرية المعاصرة وهي منظمة ثقافية عراقية مستقلة، وقد انطلقت الدورة الأولى من هذا المهرجان في بغداد خلال ظروف عصيبة كانت تمر بها البلاد لما شهدته من بوادر حرب أهلية طاحنة وظروف أمنية معقدة، وقد بدأت عروض مهرجان العراق الدولي للفيلم القصير في ايلول 24-29-2005 على قاعة سينما ومسرح الفانوس السحري ببغداد.. قدمت الدورة الأولى 140 فيلماً، وكانت اسهامات من المخرجين العرب والكرد من داخل العراق والمقيمين في الدول العربية والاجنبية.. اختارت لجنة فحص الأفلام 58 فيلماً (34 فيلماً روائياً - 18 فيلم تسجيلي/ وثائقي - 6 أفلام رسوم متحركة) ليتنافسوا على سبعة جوائز رئيسية.. وكانت ألمانيا ضيف الدورة الأولى، إذ قدمت 29 فيلماً قصيراً، عرضت في برنامج الدولة الضيف، الأفلام من إنتاج وكالة هامبورك للفيلم القصير وجمعية الفيلم الألماني. وقبل افتتاح المهرجان بفترة قصيرة وصلت للمهرجان اسهامات سينمائية متميزة من مصر، اليونان، بريطانيا، اليابان، أمريكا، المغرب، تونس، لبنان، كندا، ورومانيا.. اعتبرت هذه الأفلام خارج المسابقة، وعرضت بشكل منفصل عن برنامج المسابقة الرسمية وبرنامج الدولة الضيف.. وتسببت الظروف الأمنية في العراق إلى عدم حضورمتابعين ومعنين من خارج العراق.. وكان حضور الجمهورالعراقي متميز وحاشد لمشاهدة الأفلام الدولية القصيرة (تسجيلية/ وثائقية، روائية، رسوم متحركة) وهذه إشارة مثيرة للاهتمام وجيدة للمستقبل.. كما شهد المهرجان حضور شخصيات سياسية وثقافية متميزة من ضمن مراسيم الافتتاح حضر الدكتور جلال الماشطة ممثلاً شخصياً لرئيس الجمهورية العراقية، والسيد مفيد الجزائري رئيس لجنة الثقافة في البرلمان العراقي وزيرالثقافة السابق وعدد كبير من المثقفين والأكاديمين والصحفين والنقاد والاذاعات ومحطات التلفزة المحلية والدولية.
هذا المهرجان حظي بدعم اعلامي دولي كبير عزز من فرص السينمائيين العراقين في الخارج، بالإضافة إلى التعاونات التي قامت على أساس هذا المهرجان بين منظمي المهرجان والمؤسسات السينمائية الدولية التي عادت بالنفع على عدد كبير من السينمائين العراقيين الشباب الذي حصل العديد منهم على فرص للتدريب السينمائي في مختلف دول العالم.